# Abdel Al-Rashid
Abdel Al-Rashid (Egipto, 27 de diciembre de 1927) es un deportista egipcio retirado especialista en lucha grecorromana. Llegó a ser medallista de bronce olímpico en Helsinki 1952.

## Carrera deportiva
En los Juegos Olímpicos de 1952 celebrados en Helsinki ganó la medalla de bronce en lucha grecorromana estilo peso pluma, tras el soviético Yakov Punkin (oro) y el húngaro Imre Polyák (plata).